# Complexe aquatique du parc Jean-Drapeau
Ne doit pas être confondu avec la plage du parc Jean-Drapeau.
Le complexe aquatique du parc Jean-Drapeau est un complexe aquatique situé sur l'île Sainte-Hélène à Montréal.

## Histoire

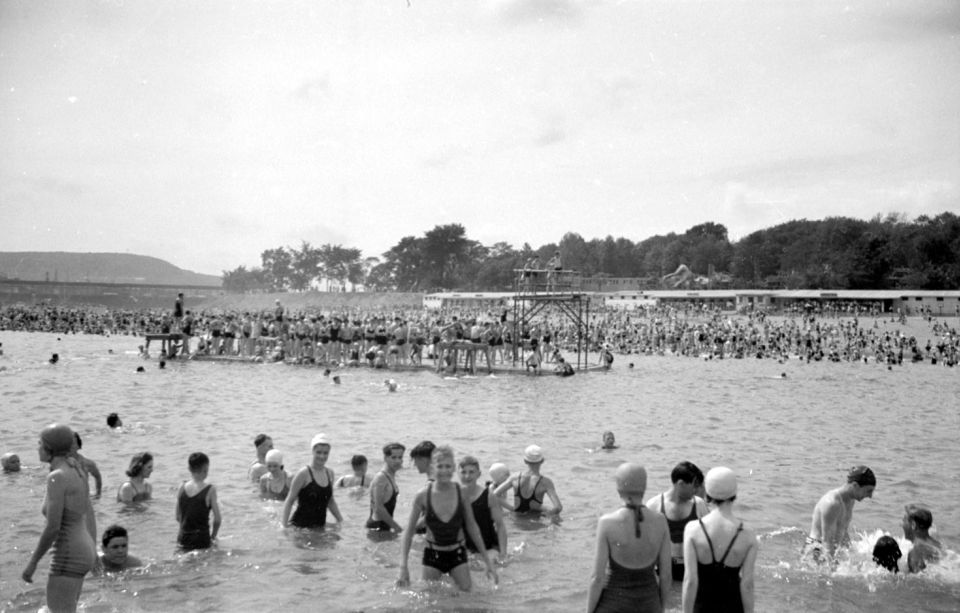
La plage en 1938

Dès 1930, il y a une plage à la pointe sud de l’île Sainte-Hélène. Le pavillon des baigneurs que propose le Bureau de l’architecte de la Cité de Montréal, dans le cadre du projet de réaménagement de l’île, est un des premiers édifices à fonction uniquement récréative à Montréal.
La construction du pavillon et des autres bâtiments sur l'île commence en 1936, réalisée dans le cadre d'un programme de travail du gouvernement provincial. L'architecte paysagiste Frederick Gage Todd est responsable de la conception globale du complexe, le pavillon étant attribué à Donat Beaupré et Émile Daoust, avec le Bureau de l’architecte de la Cité de Montréal. Le pavillon est achevé en 1939 pour desservir une plage mais ces travaux sont abandonnés durant la période de la Seconde Guerre mondiale. Pendant cette période, le public n'a plus accès à l'île. La construction reprend en 1949 et le complexe avec piscine est inauguré en juin 1953 accompagné de la fermeture de la plage,,.
Le pavillon est rénové et les bassins sont remplacés pour accueillir les Championnats du monde de natation 2005. La rénovation est réalisée par Jodoin Lamarre Pratte et associés (architectes) et Williams Asselin Ackaoui et associés (architectes paysagistes).